# Sum Bout U
Sum Bout U è un singolo del cantante statunitense 645AR, pubblicato il 4 agosto 2020 dalla Columbia Records.

## Descrizione
Il brano vede la collaborazione della cantante britannica FKA twigs. Assieme all'uscita del video, Twigs ha organizzato una raccolta fondi per fornire sostegno finanziario alle lavoratrici sessuali durante il periodo della pandemia di COVID-19.

## Video musicale
Il videoclip è stato reso disponibile in concomitanza con l'uscita del brano, il 4 agosto 2020. Il video, diretto da Aidan Zamiri e ideato da FKA twigs, fa riferimento ai problemi romantici scaturiti dalla pandemia di COVID-19 e alla piattaforma OnlyFans: 654AR canta di fronte a degli schermi, nei quali è presente Twigs nelle vesti di una camgirl.
La rivista on-line musicale Pitchfork l'ha inserito nella sua top 20 video musicali dell'anno: «645AR e FKA twigs esplorano l'intimità digitale e dimostrano come il lavoro sessuale possa essere la propria forma d'arte [...] [il video] trasforma Sum Bout U da un inno arrapato in una presa di potere sulla creatività e sul lavoro».

## Accoglienza
Alphonse Pierre di Pitchfork fa notare le differenze stilistiche tra i due cantanti, paragonando il suono «angelico e dolce» di Twigs e la «melodia bizzarra» di 654AR a Usher e Alicia Keys nel ritornello di My Boo. Secondo Pierre, le note toccate dai due cantanti sono così alte che sembrano «squittii da topo»; il critico conclude affermando che «è la canzone d'amore estiva di cui probabilmente non avevamo bisogno, ma siamo comunque fortunati ad avere».

## Tracce
Testi di 645AR, FKA twigs, El Guincho e SenseiATL, musiche di El Guincho e SenseiATL.
1. Sum Bout U – 2:13

## Formazione
- 645AR – voce, testo
- FKA twigs – voce, testo
- El Guincho – produzione
- SenseiATL – produzione, mastering, registrazione
- Joe LaPorta – mastering
- Alex Tumay – missaggio
- Christal Jerez – assistente all'ingegneria
- Nathan Miller – assistente all'ingegneria